# Bredase kruislegende

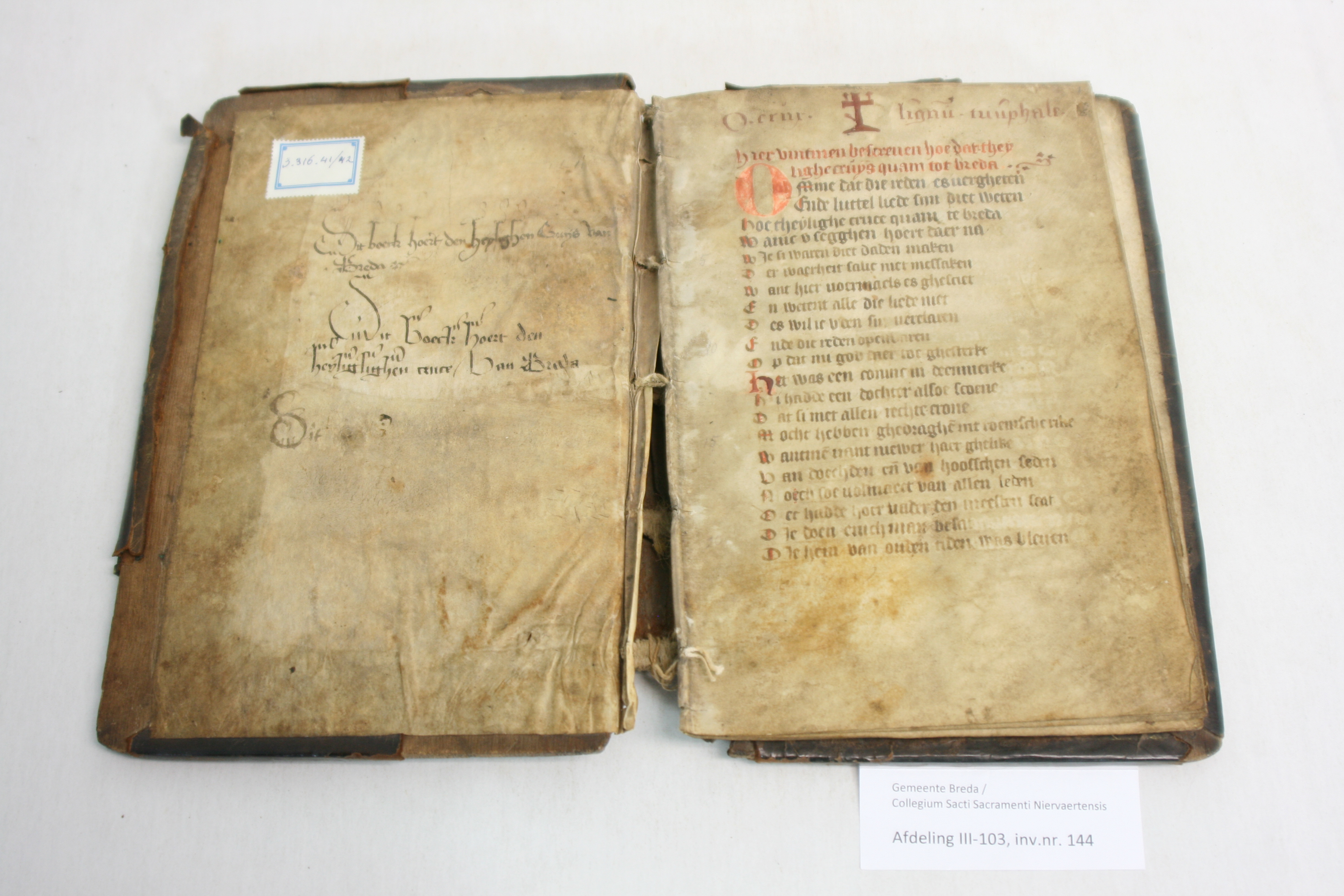
Foto van twee pagina's uit het Bredase handschrift (1450).

De Bredase heilig kruislegende is een lokale variant van de bekende kruislegende uit de middeleeuwse literatuur. De legende verhaalt van een groep Denen of Noormannen die zich tijdens hun omzwervingen tijdelijk in Breda vestigen en de omgeving gedurende enkele jaren onveilig maken. In de nabije omgeving van het huidige Kasteel van Breda bouwden zij een burcht. Het hout van een op die plaats gekapte boom bleek niet bruikbaar als timmerhout. Hiervan werd een kruis gemaakt dat verscheidene wonderen veroorzaakte.

## 15e-eeuws Breda's manuscript
Het verhaal is te vinden in een handschrift op perkament dat zich bevindt in het stadsarchief van Breda.  Het gedicht bevat 758 rijmregels (‘hoe ’t heylige Cruys quam tot Breda’) en een opgave van een enkele mirakelen of plotselinge genezingen die aan het kruis worden toegeschreven. Het gedicht is opgenomen in een boek dat als titel draagt: "Dit boeck hoert den heylighen Cruys van Breda". Het handschrift wordt gedateerd rond 1450. Een facsimile treft men op de website van de Universiteit van Amsterdam evenals een kritische editie van de tekst en een vertaling van de Middelnederlandse tekst in modern Nederlands van de hand van dr. Willem Kuiper. Het handschrift is in 2022 gerestaureerd door boekrestauratie De Valk in Middelburg.

## Cultus rond het Heilig Kruis
De cultus rond het Heilig Kruis van Breda gaat terug tot de oorsprong van de stad Breda. In 1305 zou in de voorganger van de huidige Onze-Lieve-Vrouwekerk reeds een aan het Heilig Kruis gewijd altaar gesticht zijn. De verering van het heilig kruis in Breda is drieledig: Het kruis van de kruislegende, een reliek in de vorm van een splinter van het kruis van Golgotha en tot slot hadden de Nassaus aan de noordzijde hun eigen verering voor het Heilig Kruis in hun deel van de kerk. Waarschijnlijk bezaten zij ook een reliek van het kruis van Golgotha. 
Van het kruis van Golgotha, het ware Heilig Kruis, dat naar overlevering in het begin van de vierde eeuw door St. Helena gevonden zou zijn, worden in hele wereld fragmenten bewaard. Dit geldt ook sinds oudsher in Breda. Ter bescherming van dit fragment werd in de tweede helft van de 15e eeuw een reliekhouder gemaakt.
Op Tweede Pinksterdag werd dit kruisreliek meegedragen in de Grote Omgang. Ook na de definitieve overgang van Breda naar de Republiek in 1637 bleef het fragment een object van verering. In 1645 werd een echtheidscertificaat opgesteld. Hierna is de echtheid van het reliek is opnieuw bevestigd in 1755, 1839 en 1887.